# Sian Tung-mej
Sian Tung-mej (čínsky pchin-jinem Xiǎn Dōngmèi, znaky 冼东妹; * 15. září 1975) je bývalá čínská zápasnice – judistka, olympijská vítězka z roku 2004 a 2008

## Sportovní kariéra
S judem začínala ve 14 letech v Čao-čchingu. V roce 1993 byla poprvé vybrána do ženské judistické reprezentace v pololehké váze do 52 kg. V roce 1996 však utrpěla zranění levého kolene a přišla o možnost bojovat o nominaci na olympijské hry v Atlantě. Problémy s koleny jí trápily v dalších letech, v roce 1997 podstoupila plastiku vazu. K vrcholové sportovní přípravě se vrátila teprve po olympijských hrách v Sydney v roce 2000. Pod vedením trenéra Fu Kuo-ji se prosadila zpátky do reprezentace a v roce 2004 si zajistila účast na olympijských hrách v Athénách. Do Athén přijela výborně připravena, svým typicky dynamickým způsobem boje přeprala své soupeřky a získala zlatou olympijskou medaili. Po zisku zlaté olympijské medaile přerušila sportovní kariéru, vdala se a měla mateřskou pauzu. Na tatami se vrátila v závěru roku 2007. V roce 2008 byla připravena reprezentovat Čínu na olympijských hrách v Pekingu a před domácím publikem obhájila zlatou olympijskou medaili. Vzápětí ukončila sportovní kariéru.

### Vítězství
- 2004 – 2x světový pohár (Paříž, Hamburk)
- 2008 – 2x světový pohár (Paříž, Budapešť)

## Výsledky
| Turnaj            | 1993         | 1994         | 1995         | 1996         | 1997         | 1998         | 1999         | 2000         | 2001         | 2002         | 2003         | 2004         | 2005         | 2006         | 2007         | 2008         |
| Turnaj            | 18           | 19           | 20           | 21           | 22           | 23           | 24           | 25           | 26           | 27           | 28           | 29           | 30           | 31           | 32           | 33           |
| Turnaj            | polehká váha | polehká váha | polehká váha | polehká váha | polehká váha | polehká váha | polehká váha | polehká váha | polehká váha | polehká váha | polehká váha | polehká váha | polehká váha | polehká váha | polehká váha | polehká váha |
| ----------------- | ------------ | ------------ | ------------ | ------------ | ------------ | ------------ | ------------ | ------------ | ------------ | ------------ | ------------ | ------------ | ------------ | ------------ | ------------ | ------------ |
| Olympijské hry    |              |              |              | —            |              |              |              | —            |              |              |              | 1.           |              |              |              | 1.           |
| Mistrovství světa | —            |              | —            |              | —            |              | —            |              | —            |              | —            |              | —            |              | —            |              |
| Asijské hry       |              | —            |              |              |              | —            |              |              |              | 2.           |              |              |              | —            |              |              |
| Mistrovství Asie  | 3.           |              | 2.           | —            | —            |              | —            | —            | —            |              | —            | 2.           | —            |              | —            | —            |
| Univerziáda       |              |              | —            |              |              |              | —            |              | 1.           |              | —            |              |              |              |              |              |

### Podrobnější výsledky

#### Olympijské hry
| Rok      | Kategorie      |  | 1/32      | 1/16                                 | čtvrtfinále                            | semifinále                            | finále                            |
| -------- | -------------- |  | --------- | ------------------------------------ | -------------------------------------- | ------------------------------------- | --------------------------------- |
| LOH 2004 | pololehká váha |  | volný los | výhra - 6:34/shi Salíma Souakriová   | výhra - 4:14/ysg Raffaella Imbrianiová | výhra - 1:38/una Annabelle Euranieová | výhra - 1:38/ysg Juki Jokosawaová |
| LOH 2008 | pololehká váha |  | volný los | výhra - 1:19/kontr Ana Carrascosaová | výhra - 4:15/mga Telma Monteirová      | výhra - 1:21/isn Soraja Haddadová     | výhra - yuk/kta An Kum-e          |